# وزارة المالية (أفغانستان)
وزارة المالية الأفغانية (بالبشتوية: د افغانستان د مالیې وزارت، بالدارية: وزارت مالیه افغانستان)‏ هي الوزارة التنفيذية المسؤولة عن ترتيب الميزانية وتنفيذها، وتحصيل الضرائب، وتنظيم ومراقبة النفقات والمدفوعات الحكومية، وتنظيم الشؤون الجمركية في أفغانستان. وحالياً إحدى وزارات حكومة إمارة أفغانستان الإسلامية. يشغل ملا محمد ناصر آخوند منصب القائم بأعمال وزير المالية في أفغانستان.

## التاريخ
في عهد أحمد شاه الدراني نشأت الأهمية للشؤون المالية، ولأول مرة في عام 1140 هـ، المزيد منشاه دوراني. وأصبح لقب ديوان يأتي مع مرور الوقت «مصطفى المامالك»، وكانت سلطته مساوية لسلطة وزير المالية الحالي. قام مصطفى المامالك، بسلطة قيادته، بتوحيد وتنسيق الشؤون المالية والمحاسبية الأخرى للمحافظات وكان مسؤولاً عن الإشراف العام والرعاية.
في عام 1298 هـ / 1919 م، بعد استقلال أفغانستان، بدأت الحياة الجديدة لأفغانستان، وفي الوقت نفسه تم إرساء أسس التنظيم السياسي والنظام الحكومي والنظام الإداري والسياسة الخارجية، والإصلاحات في مجال التحسين. بدأت الظروف المالية والاقتصادية والروحية والمدنية. في هذه السنوات، بدأت أجهزة الدفاع والأمن، وتعميم شؤون التعليم والصحة، والاتصالات السلكية واللاسلكية والنقل، وإصلاح الزراعة والري وإنشاء المصانع، والتعدين، وتطوير التجارة، وإنشاء البنوك المركزية والبنوك الأخرى، والمؤسسات العامة والخاصة.
قبل فترة الاستقلال، كانت الموارد المالية للحكومة عبارة عن ضرائب مباشرة جزئية على الأراضي والمطاحن وبيكوب وتراخيص النقابات وضريبة الدخان ونصيب الفرد والجزية الدينية وواحد وأربعون ضريبة وزكاة على الممتلكات والماشية والصكوك، والضرائب غير المباشرة كانت ضرائب جمركية، وتشكلت أسماء الأشياء. بالإضافة إلى ذلك، كانت أشكاله الأخرى هي المتسول، والخدمة الجسدية، والغنيمة، والجزية، والمصادرة، ونحو ذلك.
كما تم فرض ضريبة غير مباشرة بالإضافة إلى الضريبة الجمركية وضريبة الاحتكار وضريبة بيع بعض المواد الاستهلاكية وضريبة العملة وما في حكمها. كان التمويل الجمركي يسمى «فجحات التحصيل» والجمارك تسمى «شابوتر». تم الحصول على هذا التمويل نقدًا وعينيًا.
قبل عام 1289 هـ / 1919م، كان للحسابات الحكومية شكل بسيط وتتألف من دفاتر الأستاذ ودفاتر الأستاذ، والتي تم تنظيمها حسب الأرقام والسياقات. نظام الميزانية لم يكن موجودا في ذلك الوقت. في عام 1299 هـ.ش، تم إنشاء مبادئ المكتب. لم تكن قواعد المكتب كاملة ومتوافقة مع شروط واحتياجات ذلك الوقت. حتى عام 1303 هـ.ش / 1924 م، بناءً على هذه المبادئ، كانت حسابات العام بأكمله مع وثائقها مركزة في العاصمة.
في عام 1303 هـ، حلت مبادئ التعليم محل مبادئ المكتب. وبناءً على ذلك، تم ترتيب المستندات والحسابات بشكل شهري. في عام 1315 هـ.ش / 1936 م، وبنصيحة من جينومانشولي الإيطالي، تم إجراء تغييرات في نظام حساب الحكومة. تم تعيين ترتيب المستندات للسلطة التنفيذية وتم تعيين مراقبتها وحسابها إلى قسم المحاسبة.
بعد الحصول على الاستقلال، تم تعديل التنظيم الإداري لأفغانستان. في البداية، تم إنشاء مؤسسات تسمى الإشراف والوزارة لتعزيز الشؤون. إحدى هذه المؤسسات كانت وزارة المالية. تم إنشاء وكالاتها في الوسط والمحافظات. وكان الممثلون الماليون في المحافظات نائب الحكومة وماستوفيتس. في المحليات، تم تحديد مهمة الضرائب.
من عام 1298 هـ إلى الآن، في التنظيم الإداري لحكومات أفغانستان، كان لها مكانها تحت عنوان وزارة المالية، والأشخاص المحترمين التاليين في فترات مختلفة كوزير المالية والمشرع والرعاية والإشراف والتحمل لجميع القضايا المتعلقة بالشؤون المالية. لقد تولى الحكومة.

## الهيكل التنظيمي لوزارة المالية
يتكون الهيكل التنظيمي الحالي لوزارة المالية من مسؤول الوزارة، والنائب الإداري، والنائب المالي، ونائب الإيرادات والجمارك، ونائب السياسات. يقود كل نائب ويدير مديريات محددة. يتم شرح واجبات كل مديرية وخططها الإستراتيجية تحت اسم كل منها. يبلغ عدد المديريات حالياً في وزارة المالية 13 مديرية مذكورة أدناه:
1. إدارة المـكاتـب.
2. المـديريـة العـامـة للشـؤون الإداريـة.
3. الإدارة العامـة للموازنـة.
4. المديريـة التنـفيذيـة العامـة لشؤون السياسـات.
5. المديريـة العامـة للتنفيـذ الاستراتيجـي.
6. الإدارة العامـة للعقـار.
7. الإدارة العامـة للإيرادات.
8. المديريـة العامـة للجمارك.
9. المديريـة العامـة للخزينـة.
10. المديريـة العامـة للتفتيش والمراجعة والتقييم.
11. قسم الموارد البشرية
12. مديريـة الشركـات.
13. دائـرة شـؤون التأميـن.
تنفذ كل مديرية أنشطتها وفقًا للخطة الاستراتيجية لوزارة المالية، والتي يتم فيها تنفيذ استراتيجية التنمية الوطنية لأفغانستان خطوة بخطوة.
تنقسم المديريات العامة إلى مديريات أخرى: 
- رئيس المكتب: الصحافة، الشكليات، الافتتاحيات، المستشارون القانونيون، الأرشيف، المترجمون، مكتب النوع الاجتماعي ومكافحة الفساد.
- المديرية العامة للجمارك: مديرية التخطيط والإصلاح للجمارك والمديرية الفنية للجمارك.
- الإدارة العامة للإيرادات: إدارة كبار دافعي الضرائب، إدارة الشؤون القانونية وسياسة الإيرادات، إدارة التخطيط وإدارة الإيرادات في كابول.
- الإدارة العامة للخزينة: إدارة نظم التنمية، دائرة المالية وإدارة المدفوعات.
- المديرية العامة للموازنة: مديرية تنسيق المساعدات والمديرية التنفيذية للموازنة.
- الدائرة الإدارية: قسم المشتريات والخدمات العامة، قسم المالية والمحاسبة، قسم تقنية المعلومات.
- المديرية العامة للمؤسسة: مديرية السياسات والتنسيق، مديرية المراجعة المالية، مديرية التخصيص.
- دائرة الأملاك: الدائرة الفنية
- قسم الموارد البشرية: علاقات الموظفين، التدريب والتطوير، الحوادث، التوظيف والتدريب.
- دائرة التأمين: دائرة شؤون التأمين.
- التفتيش والتحقيق والتقييم: إدارة فحص الشكاوى وإدارة الميزانية وتفتيش الخزانة وإدارة فحص الإيرادات.
- المديرية التنفيذية العامة لشؤون السياسات: برنامج التعاون الفني المدني (CTAP) وإدارة مراقبة ومراجعة السياسات.
- المديرية العامة للتنفيذ الاستراتيجي: مديرية استراتيجية التنمية الوطنية الأفغانية (ANDS).